# توندرای کوهستانی

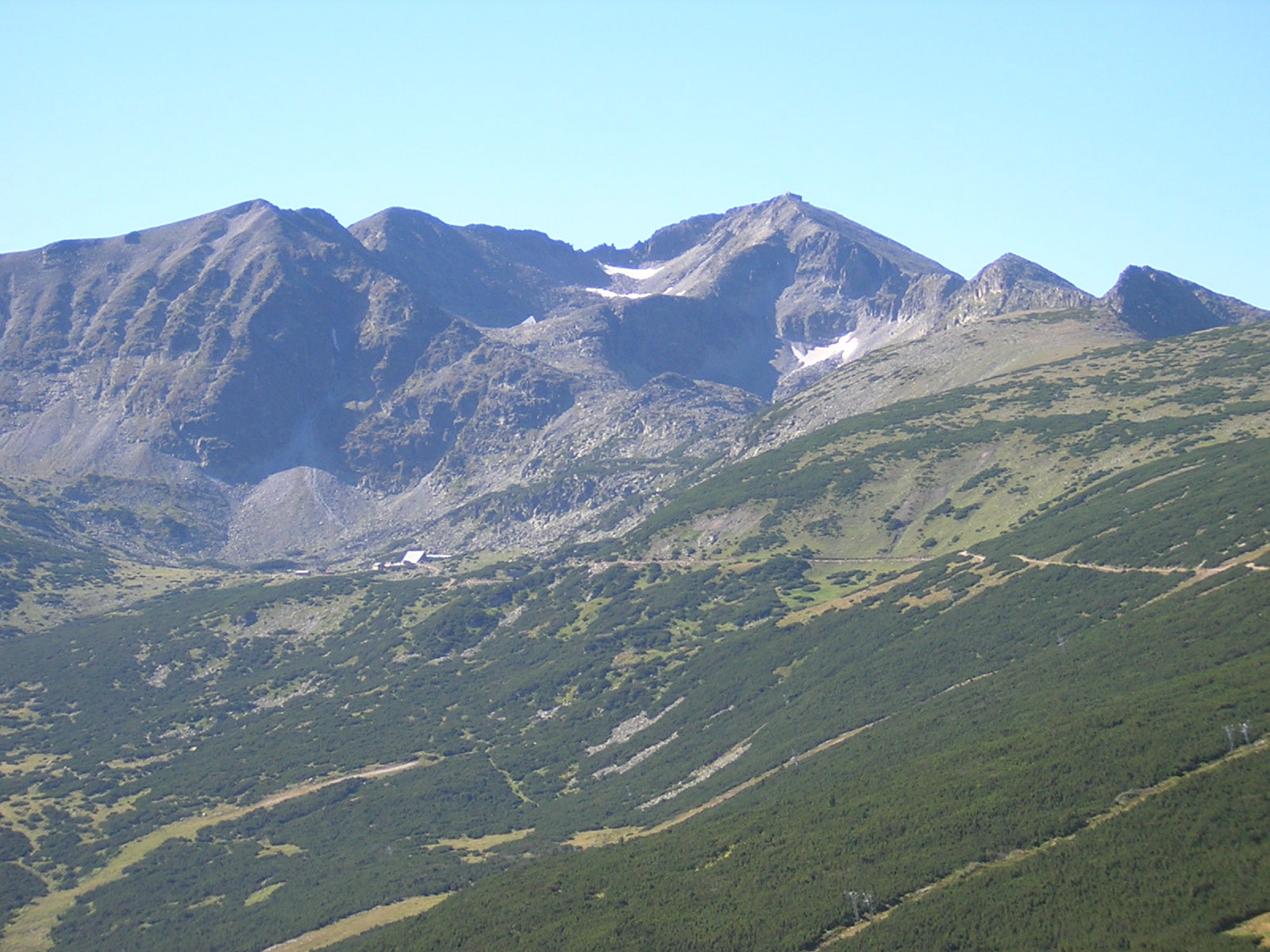
توندرای کوهستانی در بالای خط رویش درختان در زیر قله مصلی در کوه ریلا، بلغارستان

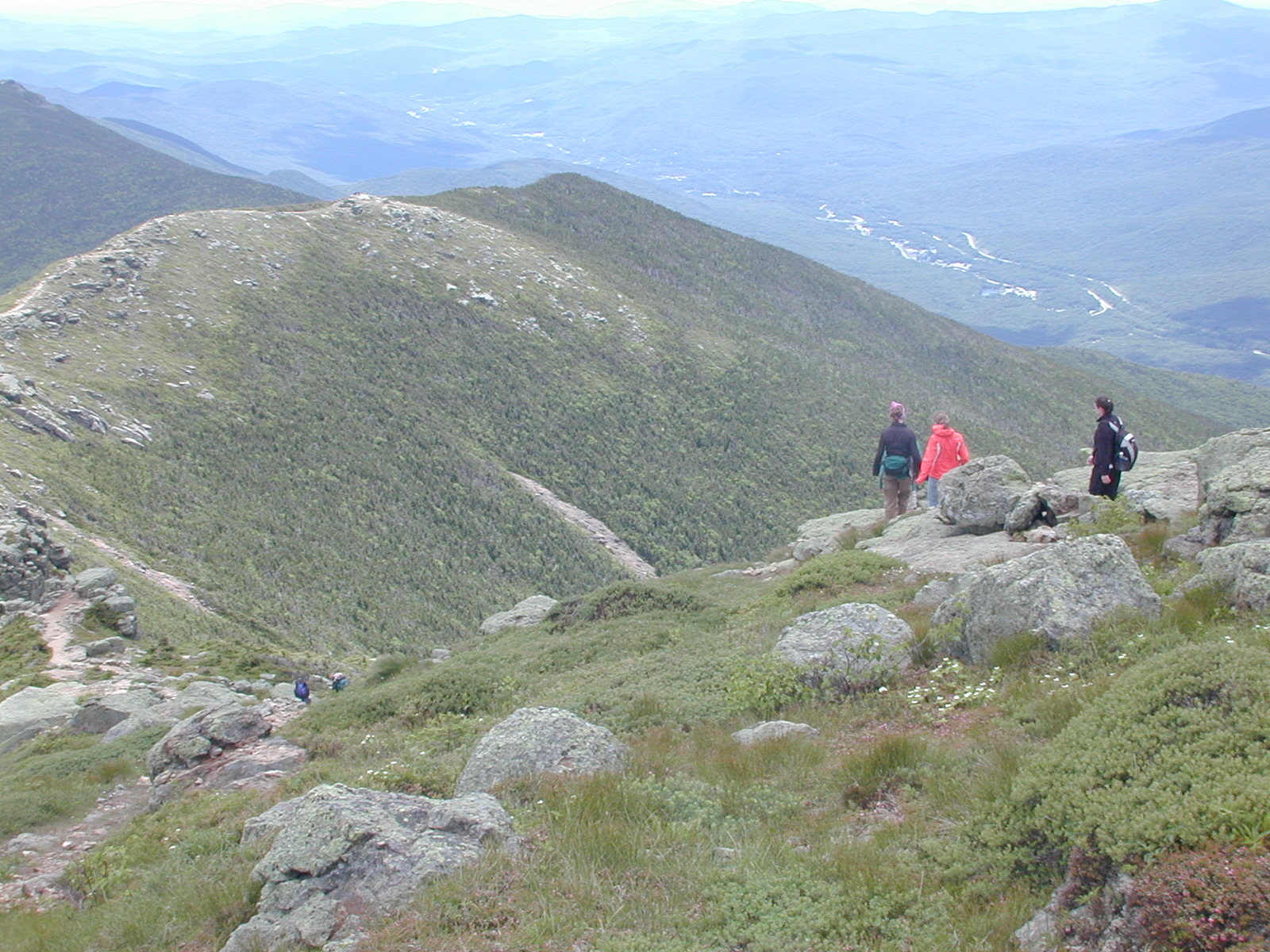
کوهنوردان در حال گذر از Franconia Ridge در کوه‌های سفید در ایالت نیوهمپشایر که بخش عمده آن در منطقه آلپی است.

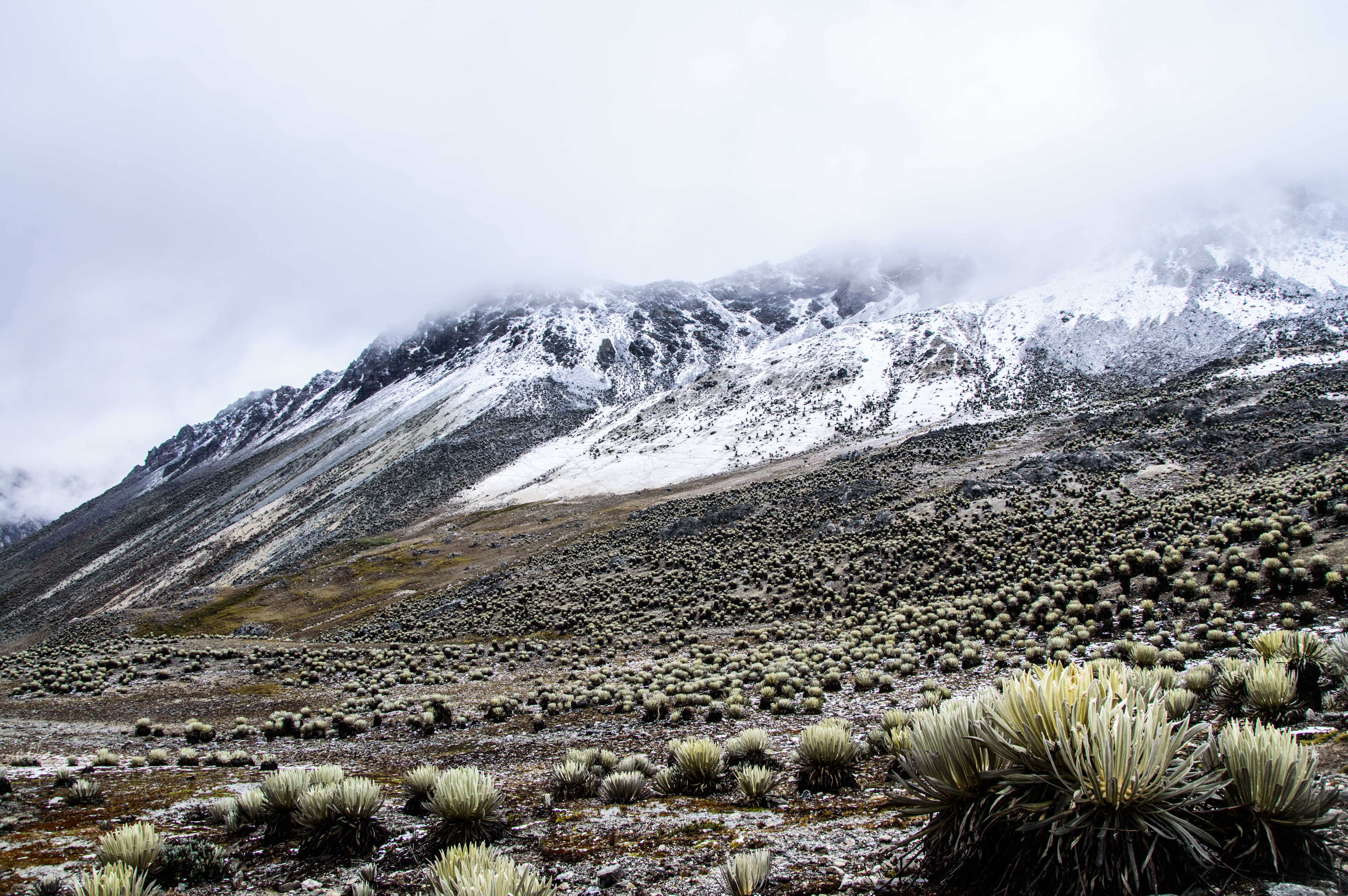
توندرای آلپی در کوه‌های آند ونزوئلا.

توندرای کوهستانی  یا توندرای آلپی (انگلیسی: Alpine tundra) یکی از سه گونه از سرددشت (توندرا) است. توندرای کوهستانی نوعی منطقه طبیعی یا زیست‌بوم است که به دلیل ارتفاع زیاد آن نسبت به سطح دریا بدون درخت است. با افزایش عرض جغرافیایی یک محل و نزدیک‌شدن به قطب‌ها، آستانه ارتفاعی توندرای آلپی آنقدر کاهش می‌یابد تا این آستانه به سطح دریا رسیده و سرددشت کوهستانی با سرددشت قطبی ادغام می‌شود.
ارتفاع زیاد عامل ایجاد آب‌وهوای نامساعدی است که به‌دلیل سرما و باد شدید مانع رشد درختان می‌شود. سرددشت کوهستانی در زیر خط رویش درختان به جنگل‌های زیرآلپی تغییر می‌یابد. جنگل‌های پراکنده در بوم‌مرز جنگل-توندرا به نام کرومهولز (Krummholz) شناخته می‌شوند. با افزایش ارتفاع و رسیدن به برف‌مرز که در آن برف و یخ در تابستان نیز دوام دارد، توندرای آلپی پایان می‌یابد.
زیاگان توندرای قطبی با ویژگی‌هایی مانند بوته‌های کوتاه و نزدیک به سطح زمین شناخته می‌شود. آب‌وهوای سرد توندرای قطبی به دلیل سردشدن بی‌دررو هوا است و این آب‌وهوا به اقلیم قطبی شباهت دارد.

## جغرافیا
سرددشت کوهستانی در کوهستان‌های بلند همه نقاط دنیا مانند کوه‌های راکی و رشته‌کوه آپالاش در آمریکای شمالی، کوه‌های آلپ و پیرنه در اروپا، هیمالیا و قراقروم در آسیا، کوه‌های آند در آمریکای جنوبی، کوه‌های کافت شرقی در آفریقا و در جزیره جنوبی نیوزیلند وجود دارد.
سرددشت کوهستانی قله‌های کوهستان‌های بلند، دامنه‌ها و پشته‌های روی مرز پوشش جنگلی را در بر می‌گیرد. جهت دامنه‌های نیز در این میان نقش مهمی دارد، به‌گونه‌ای که خط رویش درختان در دامنه‌های گرم‌تر رو به استوا در ارتفاع بالاتری قرار می‌گیرد. چون توندرای قطبی فقط در کوه‌های بلند وجود دارد، بیشتر چشم‌اندازهای آن ناهموار و با عوارضی مانند قله‌های سنگی، کلاهک‌های برفی، پرتگاه‌ها و شیب‌های واریزه‌ای شکسته‌است؛ با این حال مناطقی از توپوگرافی ملایم و تقریباً مسطح نیز در آن دیده می‌شود.
به‌طور میانگین در بسیاری از مکان‌ها و خرداقلیم‌های محلی، با ۱ درجه حرکت به‌ سمت جنوب در عرض جغرافیایی بین ۷۰ تا ۵۰ درجه شمالی، ارتفاع خط رویش درختان حدود ۷۵ متر و در عرض جغرافیایی بین ۵۰ تا ۳۰ درجه شمالی حدود ۱۳۰ متر افزایش می‌یابد. بین ۳۰ درجه شمالی تا ۲۰ درجه جنوبی، ارتفاع خط رویش درختان تقریباً ثابت و بین ۳٬۵۰۰ تا ۴٬۰۰۰ متر است.